# Adenia stolzii
Adenia stolzii är en passionsblomsväxtart som beskrevs av Hermann August Theodor Harms. Adenia stolzii ingår i släktet Adenia och familjen passionsblomsväxter. Inga underarter finns listade i Catalogue of Life.